# Technische Universiteit van Namibië
De Technische Universiteit van Namibië, Engels: Polytechnic of Namibia, kortweg PNAM, Polytechnic of Poly, is een instituut voor hoger onderwijs in Namibië. De universiteit staat in Windhoek. Ze is opgericht in 1994 en kreeg in december 2012 de status van universiteit.
De Technische Universiteit van Namibië strijdt al jaren met de Universiteit van Namibië welke de beste universiteit van Namibië is.

## Geschiedenis
De Technische Universiteit van Namibië komt voort uit de Academy for Tertiary Education, het eerste instituut voor hoger onderwijs in Namibië, die in 1980 werd opgericht. De regering van Zuid-Afrika, waar Namibië indertijd deel van uitmaakte, besloot dat de instelling uit drie onderdelen moest bestaan: een universiteitsgedeelte, een ambachtsschool: COST en het Technikon Namibia voor technische studies binnen de natuurwetenschap.
Toen in 1992 de Universiteit van Namibië UNAM werd opgericht, verloor de Academy het universitaire gedeelte. In 1994 fuseerden het Technicon en de COST tot de Poltechnic of Namibia. Dr. Tjama Tjivikua werd de eerste rector magnificus. Op 18 april 1996 vond de eerste diploma-uitreiking plaats waarbij president Sam Nujoma een speech gaf.
De universiteit probeert al een aantal jaren haar naam in Namibia's University of Science and Technology NUST te veranderen. Dat werd in 2010 door het kabinet nog niet toegestaan, omdat deze naamsverandering tegen de wet zou zijn. In december 2012 kreeg de Polytechnic toch de universiteitsstatus en toestemming om de naam te veranderen.

## Campussen
De universiteit heeft twee campussen en een aantal losse gebouwen die zich allemaal in het westen van Windhoek bevinden, dicht bij het stadshart. De hoofdcampus bestaat uit de gebouwen die grotendeels voor de Academy for Tertiary Education zijn gebouwd. In het midden van de campus staat het Elisabeth House, een voormalig ziekenhuis dat stamt uit 1907. Het is nu de plek waar de senaat en de Rector Magnificus hun kantoren hebben.
Naast de hoofdcampus ligt de technische campus, die in 1995 is gebouwd. Hier bevinden zich verschillende universitaire faciliteiten zoals de universiteitsbibliotheek en de collegezalen.

## Faculteiten
Er zijn zeven faculteiten binnen de Polytechnic. Dit zijn de faculteiten:
- Management
- Economische Wetenschappen
- Geesteswetenschappen
- Technologie
- Informatietechnologie
- Natuur en Toerisme
- Gezondheidswetenschappen en Toegepaste Wetenschappen

Er zijn nog een aantal aparte centra en instituten, zoals het Centrum voor Educatie, het Centrum voor Ondernemerschap, het Centrum voor Toegepast Onderzoek en Techniek, het Namibia Business Innovation Centre en het Namibisch-Duits Centrum voor Logistiek. 

## Samenwerking
De Technische Universiteit van Namibië is onderdeel van EduVentures, een samenwerkingsverband tussen onder andere het Ministerie van Milieu en Toerisme, de Universiteit van Namibië, verschillende scholen en andere NGO's. Deze organisatie vraagt aandacht voor duurzame ontwikkeling en combineert onderzoek en milieu-educatie.
Verder zijn er samenwerkingsverbanden met verschillende buitenlandse universiteiten, waaronder de Universiteit van Melbourne, de Humboldtuniversiteit te Berlijn, de Universiteit van Freiburg, de Universiteit van Pretoria en de Universiteit van Kaapstad.

## Alumni
- Sam Nujoma (1929-2025), eerste president van Namibië, ontving in 2005 een eredoctoraat in educatie[5]

## Afbeeldingen

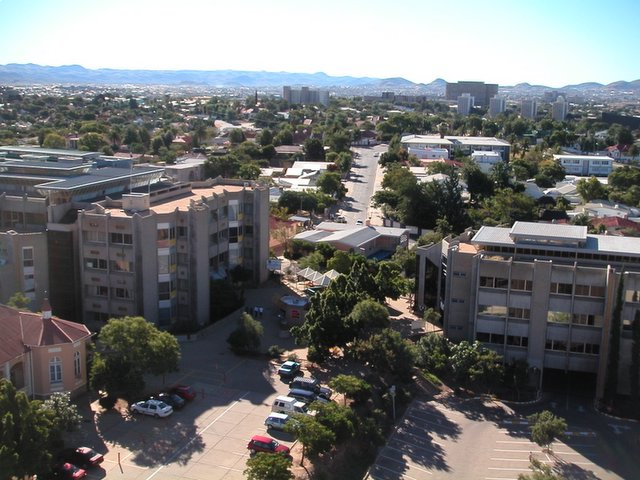
Overzicht van de campus